# Behedety
| F18 | D46 | X1 · O49 |

| F18 | D46 | X1 · O49 |

Behedety, Behedeti o Behdeti es un dios de la mitología egipcia adorado en Behedet, principalmente en el nomo 17 del Bajo Egipto y por eso es conocido como "el de Behedet". Sin embargo, existían varios lugares conocidos llamados Behedet, que principalmente son: Behedet del Norte (hoy con algunas discrepancias entre  Damanhur) y Tell el-Balamun, Behedet del Sur (hoy Edfu) y Behedet del Este (Lepidotonpolis, hoy  Nag el-Mescheich). 
Behedety ya era conocido desde el Reino Antiguo al aparecer su imagen en los paneles subterráneos del complejo funerario de Hor Netcheryjet en Saqqara, identificándolo como Bḥdt(j), "Behedet(y)", con funciones de divinidad asociada al trono y la soberanía del reino unificado.
A partir de la Dinastía IV comienza a cambiar su función teológica y representación, apareciendo como disco solar alado durante el reinado de Esnefru y en escenas de Heb Sed con dos alas de halcón desplegadas, unidas por un disco solar. Posteriormente sería una divinidad subsidiaria de las deidades egipcias Horus y Hor-Behedety.
En el período grecorromano de Egipto, fue el dios principal del nomo 2 del Alto Egipto (Behedet del Sur) y del nomo 17 del Bajo Egipto (Behedet del Norte). Además, el Horus de Buto (asimilado más tarde al Apolo de Buto), Re-Behedety y Re-Harajte Behedety aparecieron como manifestaciones de Behedety.

## Representaciones
En Edfu, Dendera, Karnak y Medinet Habu se le puede encontrar habitualmente. El faraón, como una esfinge con un ungüento en las patas delanteras frente a una deidad, mientras que Behdeti como sol alado vuela sobre él. En Esna, Behedety, se representa como halcón volador y disco solar sobre el rey. 
En otra iconografía estándar, Behedety protege como un sol alado con un anj el nombre de trono del rey. Los nombres del sol alado se escriben de afuera a dentro. El nombre del rey se encuentra en los dinteles de las puertas, en lugares de paso y también en determinadas escenas rituales. 
Adicionalmente, aparece como sol con alas y dos ureos, el uadyet (en griego Uto) de las ciudades Pe y Dep (Buto). Behedety también fue representado como Shu o Sopdu.

## Conexiones mitológicas
Probablemente Behedety se originara en los nomos 4 y 5 del Bajo Egipto. Fue el dios principal de los templos de Edfu. En su apariencia Sopdu era el hijo de Sopdet. Hay muchos epítetos conocidos, uno para cada uno de sus características, como "el del colorido plumaje". Luchó por su padre Re, cuando es acosado por sus enemigos y protege a Harsiese, hijo de Osiris e Isis ante Seth. Fue asumido por el Horus de Edfu y aparece como Hor-Behedety.